# Arctornis
Arctornis é um gênero de traça pertencente à família Arctiidae.